# Villaluenga de la Vega
Villaluenga de la Vega es un municipio, una pedanía y una localidad española de la comarca de la Vega-Valdavia, en la provincia de Palencia, en la comunidad autónoma de Castilla y León.
Su término municipal también comprende las pedanías de Barrios de la Vega, Quintanadiez de la Vega y Santa Olaja de la Vega.

## Historia
Sus orígenes pueden remontarse a mediados del siglo IX o principios del X, cuando se repuebla esta comarca cercana a Saldaña. 
En sus inmediaciones se sitúan varios despoblados. El de Gabiños es un antiguo barrio citado en la documentación del Monasterio de Sahagún donde figura en un documento de donación, dado en el año 1807 por Citi Velázquez y su mujer Sancha García, al monasterio de Valcavado. Entre las posesiones legadas citan en Gabiños “un palacio, con solares, ejidos, prados y tierras con sus términos”. Nuevamente en 1905 vuelve a aparecer en una donación que Sol García hace a su hermano Pelayo, al que entre otras cosas dona bienes radicantes en Gabiños. Su nombre se uniría al de Villaluenga hasta hace cerca de un siglo en la nomenclatura oficial, constituyendo hoy una barriada del pueblo.
Contiguo a Gabiños existió otro poblado, Barrio de Palacio, que algunos sitúan en el pago de Carropalacio, cuyo nombre parece derivar de la antigua población.
En el Becerro de las Presentaciones de León (siglos XIII-XV) se reseña el nombre de Villa Almildo, con su iglesia de Santa Marina, que ya entonces era ermita de pertenencia concejil. De esta ermita aún queda su nombre en un pago situado a un kilómetro al norte de la localidad, mientras el pueblo se cree que se ubicó en el término de Carromildo
(Carre Lamido), al oeste de la misma. Todavía en los años 30 se celebraba allí una romería el día 24 de marzo.
Por último, algunos autores sitúan junto a Villaluenga una ermita, también desaparecida, dedicada a San Román, en el pago del mismo nombre.
En 1826 Sebastián Miñano cita una población de 31 vecinos o 108 habitantes, asentados en una vega en medio de los cauces de la ribera alta y baja, próximas al río Carrión.
No mucho más tarde (1845-1850) Pascual Madoz nos hablará de 24 casas en las que moraban ya solo 22 vecinos o 144 almas. En sus tierras de labor se cultiva centeno, trigo, avena, cebada, titos, garbanzos, hortalizas y lino. Entre el ganado destacaban el lanar, caballar y vacuno. Se cazaban perdices y liebres. Aunque la actividad económica era eminentemente agrícola, no faltaban los molinos, tres harineros, dos de aceite y un batán.
ENTORNOS NATURALES
Las riberas o acequias de riego, que para algunos investigadores se remontarían a la Edad Media, son regidas por la actual Comunidad de Regantes de las Vegas de Saldaña y Carrión.
Matazorita (que aquí desagua en la primera) y Río Nuevo. Todas ellas reguladas por una serie de ordenanzas y reglamentos que parecen remontarse cuando menos al siglo XVI, como parte de una amplia red de acequias destinadas a la apuesta en regadío de esta Vega, y que a la vez alimentaban una serie de molinos.
A la importancia económica y cultural de estas riberas, hay que añadir su valor ecológico, pues con los nuevos usos agrícolas han desaparecido los antiguos sotos, linderos y arroyos, convirtiéndolas en un auténtico corredor en el que se encuentra refugio una amplia variedad de especies animales y vegetales.
Ya las antiguas ordenanzas recogían la necesidad de plantar álamos y sauces en sus orillas, no solo para proteger estas obras sino también para ennoblecerlas.
Hoy en buena parte de su recorrido abundan estas especies, además de chopos, alisos y olmos, que aunque en su mayor parte presentan un porte arbustivo en algunos sectores adquieren mayor tamaño (sobre todo en torno al molino “del Cuco” y la fábrica de harinas). Entre estas especies crecen abundantes zarzas, majuelos, rosales silvestres y saúcos, donde viven una gran variedad de animales, como peces (truchas, gobios, bermejuelas...), aves (cigüeñas, garzas, mirlos...), mamíferos (ratas de agua, zorros, gatos monteses...), etc.

## Geografía humana

### Demografía
Cuenta con una población de 519 habitantes (INE 2024).
| Gráfica de evolución demográfica de Villaluenga de la Vega entre 1842 y 2021 |
| |
| Población de derecho según los censos de población del INE Población de hecho según los censos de población del INEEn este censo se denominaba Villaluenga y Gabinos: 1842 En estos censos se denominaba Villaluenga y Gaviños: 1857, 1860, 1877, 1887, 1897, 1900 y 1910 Entre el censo de 1857 y el anterior, crece el término del municipio porque incorpora a 345011 (Barrios de Vega), 345081 (Quintanadíez de la Vega) y 345117 (Santa Olaja de la Vega) |

| 1900 | 1910 | 1920 | 1930 | 1940 | 1950 | 1960 | 1970 | 1981 | 1991 |
| 897  | 1019 | 967  | 1062 | 1189 | 1392 | 1324 | 1138 | 913  | 725  |

### Economía

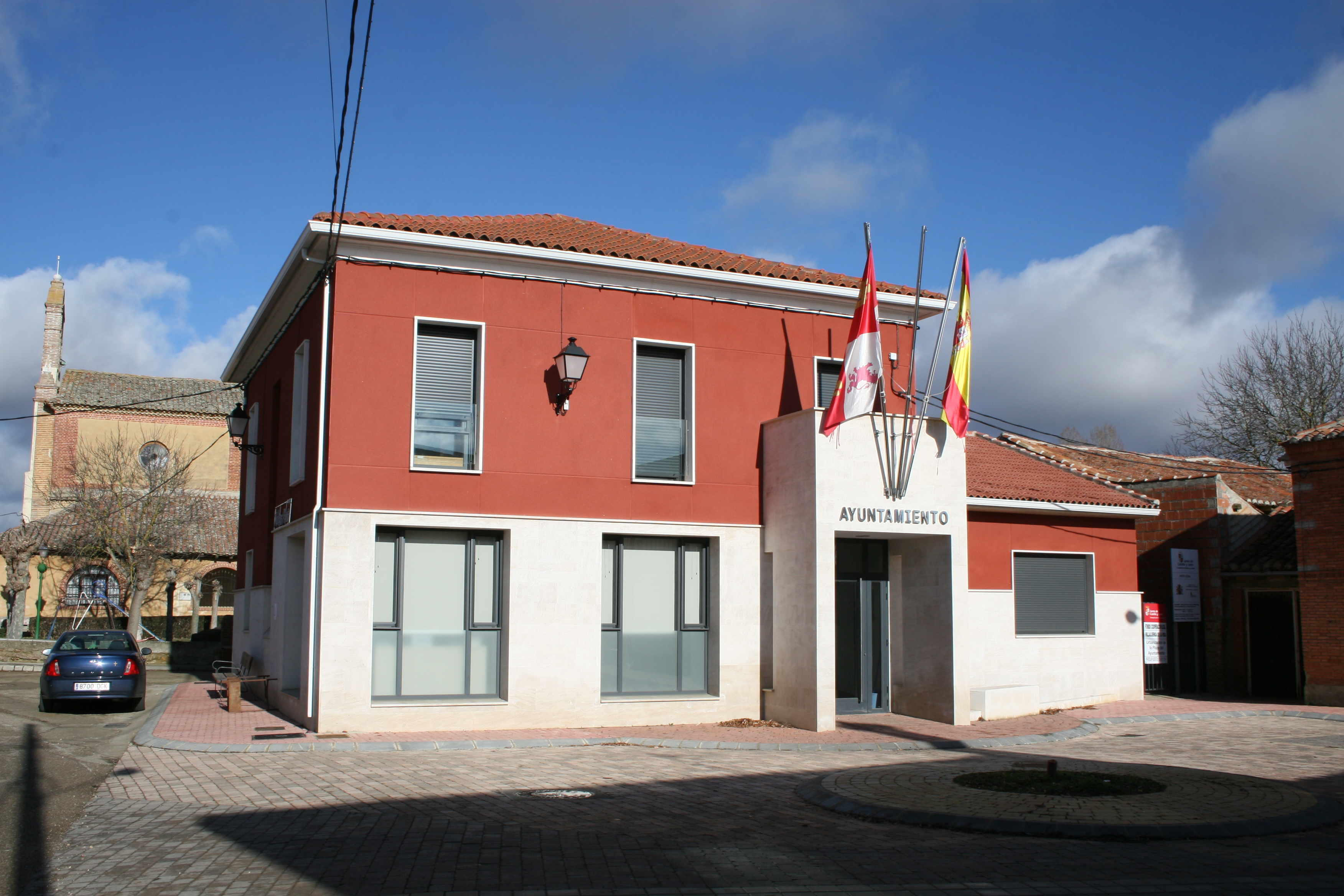
Casa consistorial

Agricultura, ganadería son las principales actividades en el pueblo.

## Monumentos y lugares de interés

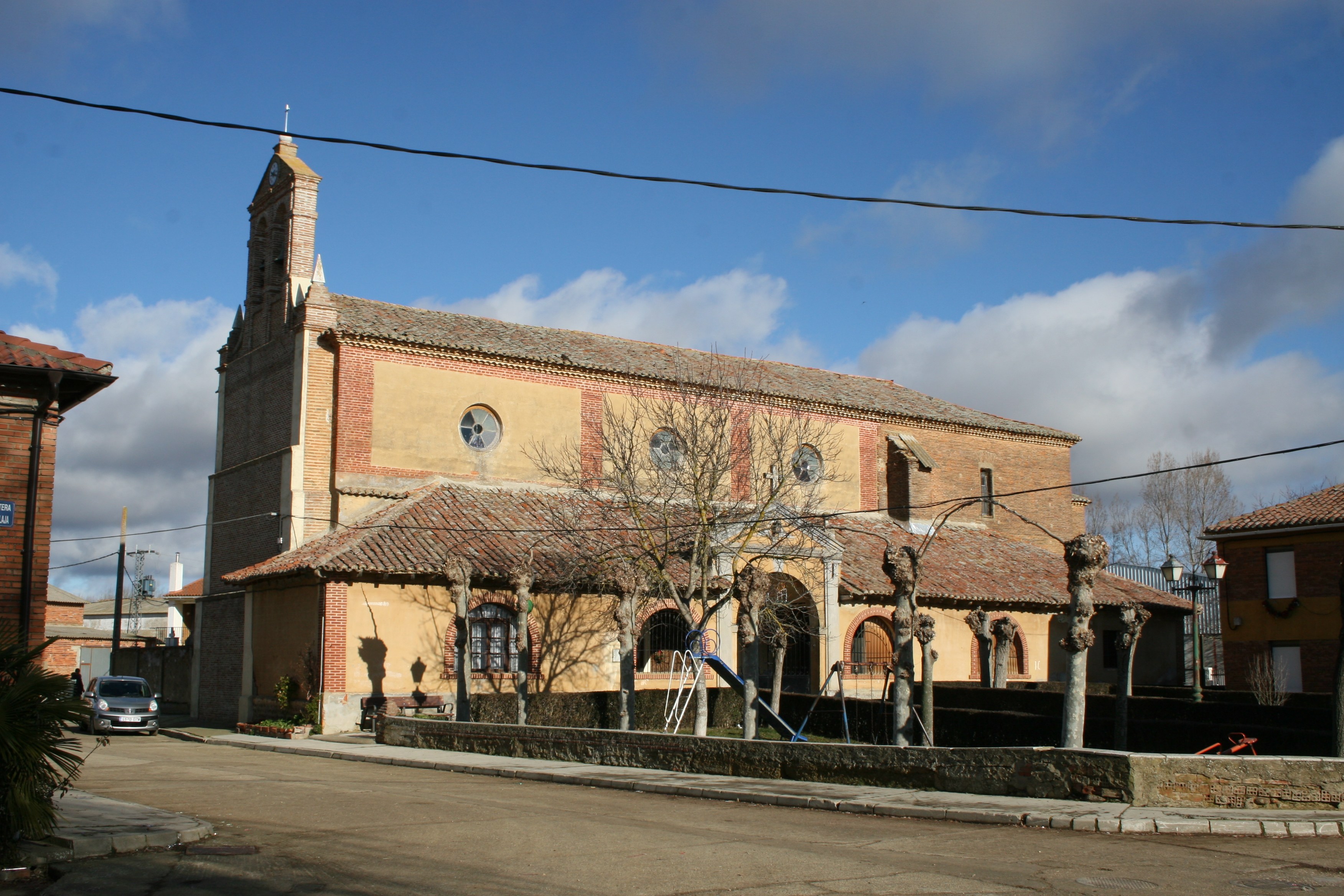
Iglesia parroquial de San Martín de Tours

- Villaluenga cuenta con el Museo de la Historia de la Radio (Museo de la Radio y las Comunicaciones)
- Iglesia parroquial de San Martín de Tours: construida de ladrillo en el siglo XVI. En cuyo interior sobresale el retablo mayor del siglo XVI y la sacristía, que cuenta con un artesonado del siglo XVII y una excelente cajonería de la misma época.